# Ансамбль скрипачей Сибири
«Ансамбль скрипачей Сибири» — музыкальный коллектив классической музыки, действовавший в СССР с 1978 по 1990 год. Основатель и художественный руководитель ансамбля — Михаил Пархомовский.

## История
Михаил Пархомовский основал свой ансамбль в то время, когда он занимался преподавательской деятельностью в музыкальном училище города Коломны. Основная часть ансамбля состояла из выпускников Московской консерватории имени П. И. Чайковского.
«Ансамбль скрипачей Сибири» являлся музыкальным коллективом Московской филармонии и Тюменской филармонии.
За годы своей деятельности, «Ансамбль скрипачей Сибири» отыграл более 900 концертов в 15-ти республиках СССР, а также выступил в большинстве городов Тюменской области.
В репертуар ансамбля входили произведения композиторов: Пётра Чайковского, Дмитрия Шостаковича, Сергея Прокофьева, Тихона Хренникова, Кары Караева, Арама Хачатуряна, Отара Тактакишвили, Мурада Кажлаева и других русских и западноевропейских композиторов.
Вместе с ансамблем сотрудничали певцы: народные артисты СССР и РСФСР Анатолий Соловьяненко, Галина Олейниченко, Алексей Большаков, Юрий Гуляев, Ирина Журина, заслуженный артист РСФСР Нина Лебедева, Мати Пальм.
С началом распада СССР закончилась и деятельность ансамбля. Михаил Пархомовский эмигрировал в Израиль.

## Состав
- Михаил Пархомовский — художественный руководитель.
- Рита Бобрович — фортепиано.
- Григорий Заборов — аранжировщик.

## Дискография
- 1980 — Ансамбль скрипачей Сибири (Мелодия, С10 14323 4).
- 1990 — Т. Н. Хренников — «Как соловей о розе» (Мелодия: С10 29371 009, экспортное издание).
- 1990 — П. И. Чайковский — «Времена года» (Мелодия: А10 00667 004).
- 1990 — П. И. Чайковский — «Времена года». Анатолий Соловьяненко — Романсы (Gramzapis Company: GCD 00201).
- 2003 — П. И. Чайковский — «Времена года». Анатолий Соловьяненко — Романсы (Квадро-Диск: KTL03-765)[5].